# Capa (geología)

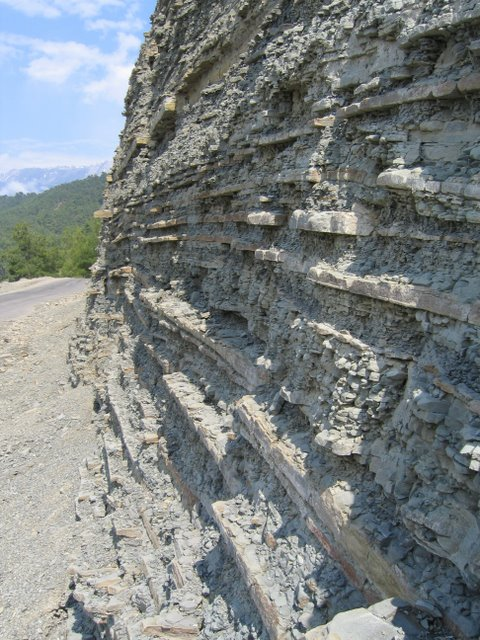
Estratificación sedimentaria (Turquía)

En geología, una capa es la división más pequeña de una formación geológica o serie de rocas estratitificadas, marcada por planos de división bien delimitados (planos de estratificación) que separan los estratos de encima y de abajo. Es la unidad litoestratigráfica más pequeña, normalmente con espesor de un centímetro a varios metros, distinguible en estratos superiores e inferiores.[cita requerida]
Las capas se distinguen de varias maneras: composición de la roca o tipos de minerales y tamaño de partículas. El término se aplica generalmente a estratos sedimentarios, aunque se puede utilizar para flujos volcánicos (lava, lahares, piroclastos) o capas de ceniza. [cita requerida]
En una cantera, una estratificación es un término usado para una estructura que tiene lugar en granito y en rocas masivas similares que permite dividirlas en planos bien definidos, horizontales o paralelos a la superficie del terreno.[cita requerida]